# Pangaimotu (distretto)
Pangaimotu è un distretto delle Tonga della divisione di Vava'u con 1 203 abitanti (censimento 2021).

## Località
Di seguito l'elenco dei villaggi del distretto:
- Pangaimotu - 696 abitanti
- 'Utulei - 101 abitanti
- Nga'unoho - 140 abitanti
- 'Utungake - 266 abitanti

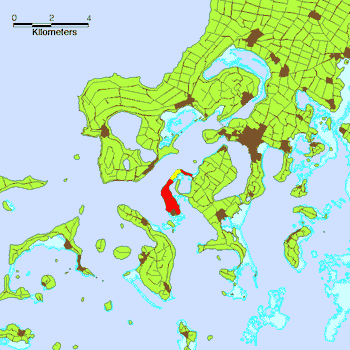
L'isola 'Utungake, dove si trova il villaggio di 'Utungake e Nga'unoho.
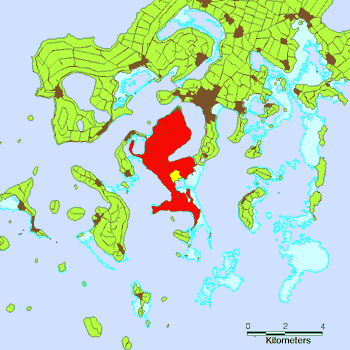
L'isola Pangaimotu, dove si trova il villaggio di Pangai e di 'Utulei.